# Greenville Air Force Base

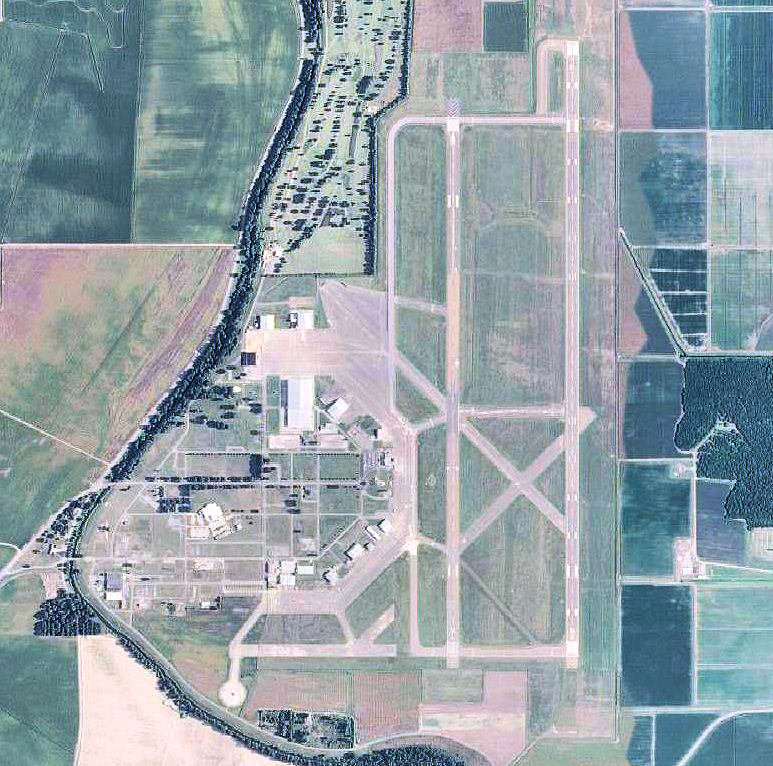
Photographie aérienne de la en.

La Greenville Air Force Base est une ancienne base aérienne de la United States Air Force (USAF) située près de Greenville, dans le Mississippi.
Elle a été fermée en tant qu'installation militaire en décembre 1966 et réaménagée en aéroport régional Mid Delta.